# Batholith

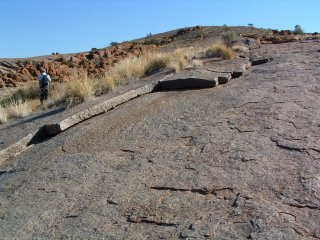
Batholith an den Augrabiesfällen, Südafrika

Ein Batholith (altgriechisch βάθος báthos, deutsch ‚Tiefe‘ und λίθος líthos, deutsch ‚Stein‘) ist ein weiträumiger und komplex aufgebauter magmatischer Tiefengesteinskörper mit einer Ausstrichbreite an der Oberfläche von mehr als 100 km2, der sich nach unten hin verbreitert. 
Batholithe sind unregelmäßig geformte Intrusivkörper (Plutone), welche das Gestein, in das sie eindringen, verdrängen, mineralogisch thermisch verändern (Kontaktmetamorphose) und teilweise auch aufschmelzen. Batholithe entstehen nicht durch eine einzige magmatische Intrusion, sondern sind in der Regel aus vielen sukzessiven plutonischen Intrusionen aufgebaut.

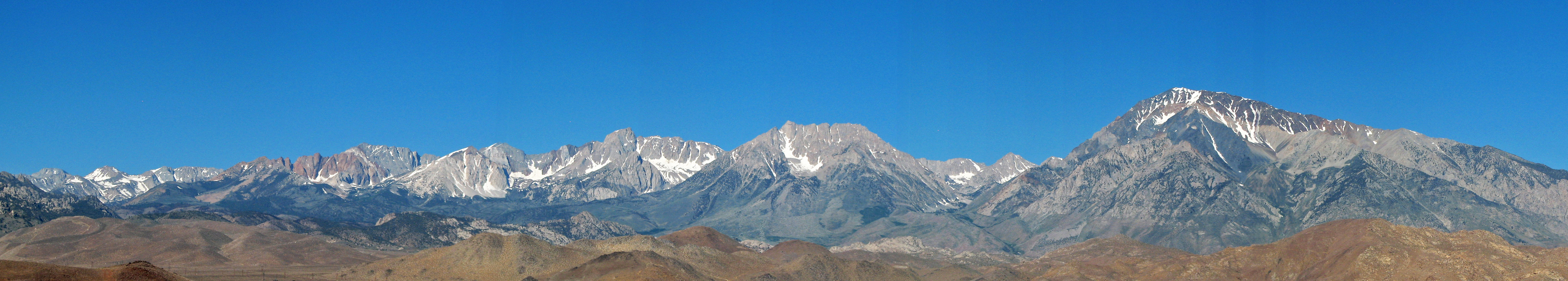
Panorama vom Sierra-Nevada-Batholith

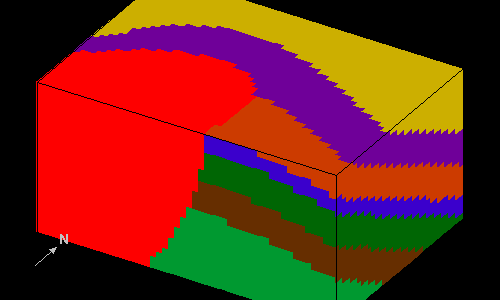
Blockdiagrammmodellierung eines Batholiths (rot), umgeben von Sedimentgesteinen (alle übrigen Farben)

## Vulkanogene Batholithe
Erodierte ehemalige Vulkanketten zeigen in ihrem Wurzelbereich meist einen komplexen Aufbau von Intrusionen, die in ihrem gesamthaften Auftreten Batholithe darstellen. Diese Intrusionen sind Teil der magmatischen Aktivität von Vulkanketten und stellen einen größeren Volumenanteil des aus dem Erdmantel geförderten Materials dar als das an oder nahe der Erdoberfläche austretende vulkanische Material (Laven und Pyroklastika). Ein bekanntes Beispiel ist der Sierra-Nevada-Batholith in den USA, in dem auch der Yosemite-Nationalpark liegt.

## Orogene Batholithe
Während der Orogenese kann es zur Gesteinsaufschmelzung ohne Intrusion aus dem Erdmantel kommen. Die so anatektisch entstandenen magmatischen Tiefengesteine können in wenigen Fällen ähnliche Größenordnungen wie vulkanogene Batholithe erreichen, sind aber chemisch gesehen anders zusammengesetzt als letztere: Sie sind oft in Kalium angereichert und entsprechen in der Zusammensetzung durchschnittlichen Werten der kontinentalen Erdkruste.

## Vorkommen
Batholite kommen in allen Bereichen der Erde vor, in denen umfangreiche magmatische Tätigkeit stattfand. Beispiele für Batholithe sind:
- Adamello-Batholith, Alpen
- Aral-Granit-Batholith, chinesischer Altai
- Chinamora-Batholith, Simbabwe
- Coast Plutonic Complex, Coast Mountains und Kaskadengebirge, Kanada/USA
- Cornubischer Batholith in Cornwall, England
  - Land’s End Granite, Batholith unter Cornwall, Ausdehnung 68.000 km³[1]
- Patagonischer Batholith, Anden
- Sierra-Nevada-Batholith, USA